# Танець Чаміко
Танець Чаміко (грец. Τσάμικος, Tsamikos) народний танець чамів, відомий в грецькому фольклорі як Means dance of the Chams, посилається на події історії як чамів, так і греків, в часи 19 століття. Він також відомий в грецькій танцювальній культурі, де носить назву Танець Клефтікос (грец. Κλέφτικος).
Танцюють його майже виключно чоловіки, цей танець поєнює швидкі й повільні рухи. Сьогодні Чаміко є популярним танцем на фестивалях та весіллях, особливо в сільських районах Центральної Греції і Пелопоннеса, а також Епіру (де послуговуються повільнішими версіями). В Греції цей танець, зазвичай, показується на честь загально національного свята — річниці прийняття Декларації про початок грецької війни за незалежність 1821, яка ще носить назву Грецька революція.